# Marquillies
Marquillies [maʁkiji] est une commune française relevant du département du Nord et de la région Hauts-de-France. Elle fait partie de la Métropole européenne de Lille. Culturellement, le village est situé en Flandre romane dans le pays des Weppes.

## Géographie

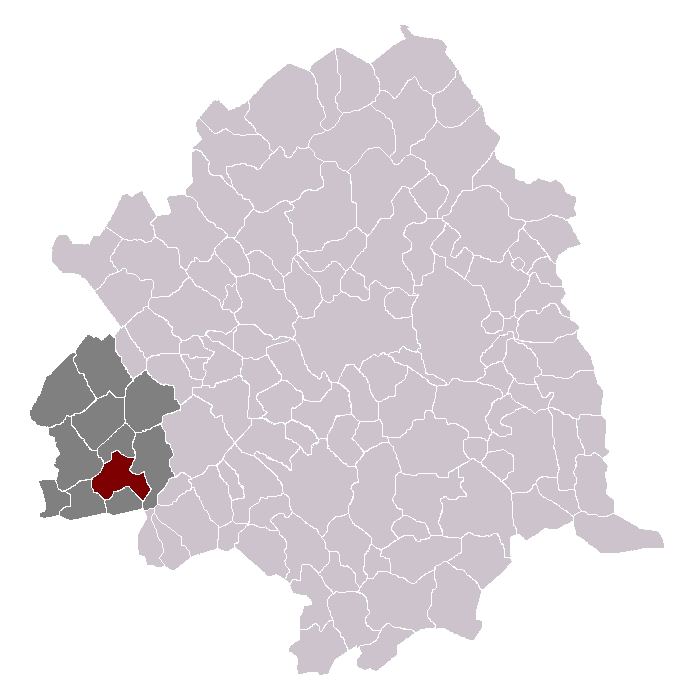
Marquillies dans son canton et son arrondissement.

### Situation
Située au centre du triangle Lille-Béthune-Lens.

### Communes limitrophes

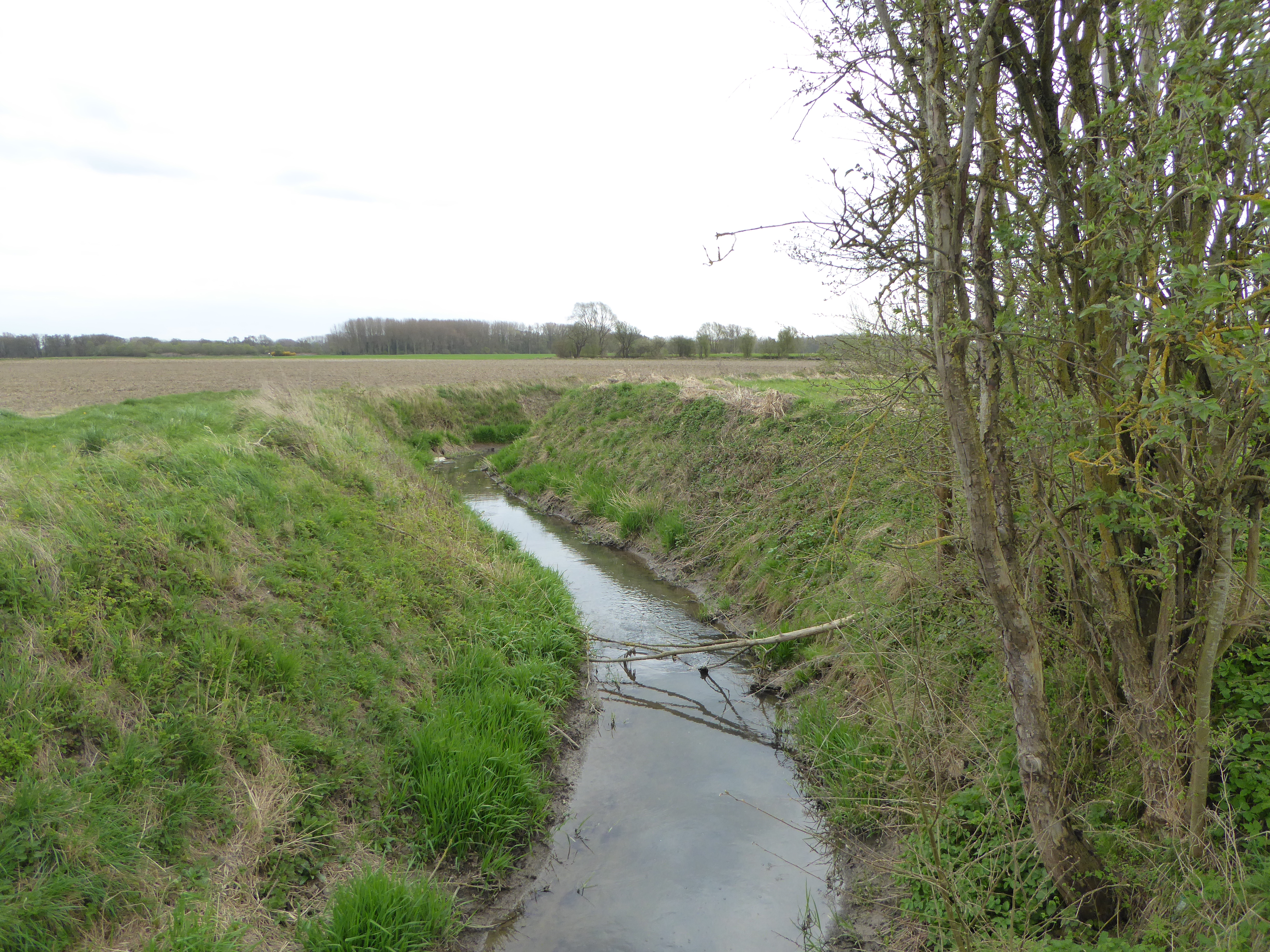
La Libaude

|        | Wicres      |                    |
| Illies | Marquillies | Sainghin-en-Weppes |
| Salomé | Hantay      | Billy-Berclau      |

### Hydrographie

#### Réseau hydrographique
La commune est située dans le bassin Artois-Picardie. Elle est drainée par la Libaude, la rigole Royale, le Courant Saint-Martin, la Place, la Sainghin-en-Weppes, le Filet de mortreux, le Grand Moisnil, le Hantay, l'Hocron et divers autres petits cours d'eau,.
La Libaude, d'une longueur de 10 km, prend sa source au sud de la commune de Fournes-en-Weppes coule globalement du nord-est vers le sud-ouest et se jette  dans le Courant Saint-Martin et le Flot de Wingles au sud de la commune  sur la commune, après avoir traversé six communes. 

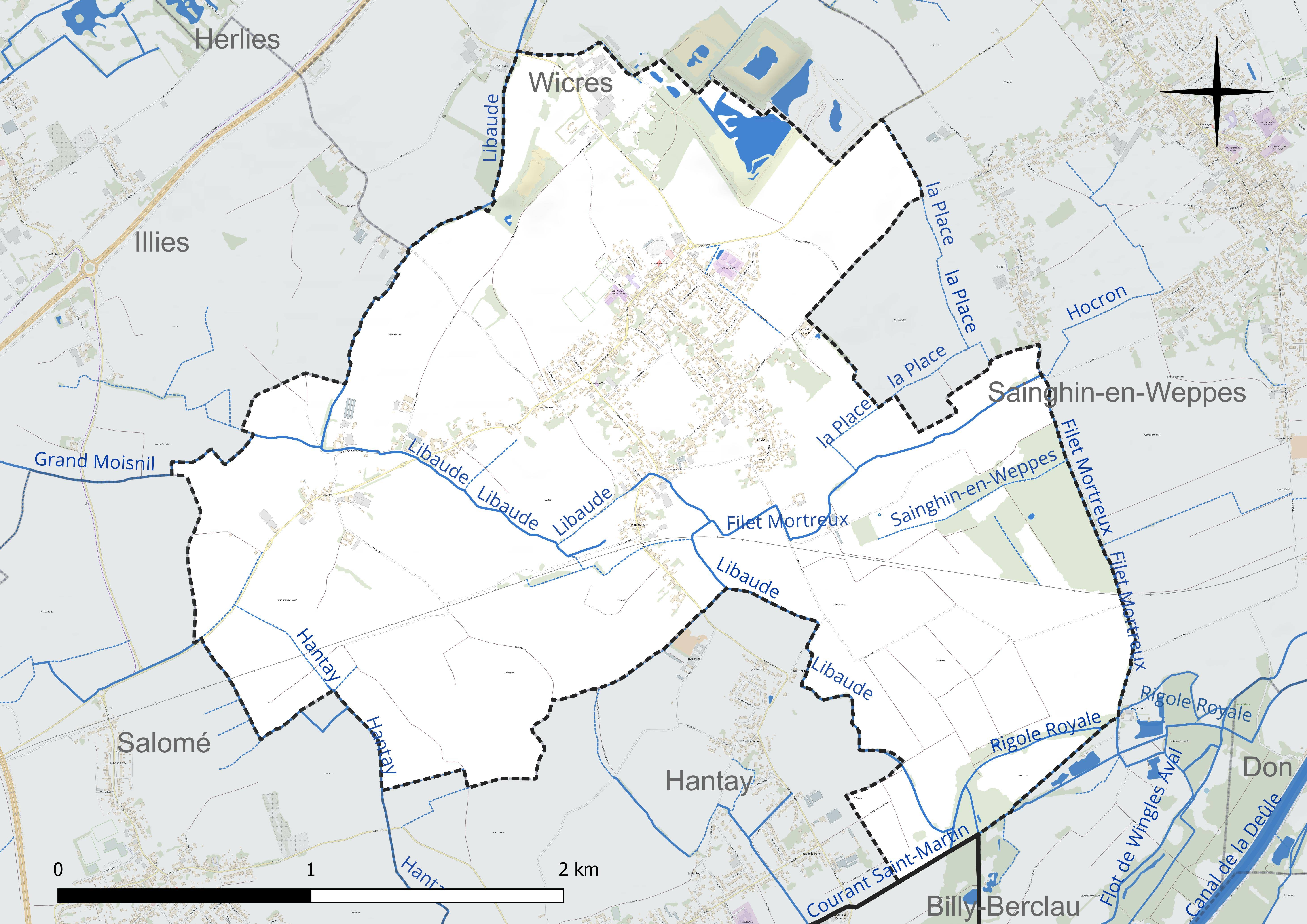
Réseau hydrographique de Marquillies.

#### Gestion et qualité des eaux
Le territoire communal est couvert par le schéma d'aménagement et de gestion des eaux (SAGE) « Marque Deûle ». Ce document de planification concerne un territoire de 1 120 km2 de superficie, délimité par les bassins versants de la Marque et de la Deûle, formant une vaste cuvette sédimentaire de 40 km de long et de 25 km de large, où la pente est très faible. Le périmètre a été arrêté le 2 décembre 2005 et le SAGE proprement dit a été approuvé le 9 mars 2020. La structure porteuse de l'élaboration et de la mise en œuvre est la Métropole européenne de Lille. 
La qualité des cours d'eau peut être consultée sur un site dédié géré par les agences de l'eau et l'Agence française pour la biodiversité. 

### Climat
Pour des articles plus généraux, voir Climat des Hauts-de-France et Climat du Nord.
En 2010, le climat de la commune est de type climat océanique dégradé des plaines du Centre et du Nord, selon une étude du CNRS s'appuyant sur une série de données couvrant la période 1971-2000. En 2020, Météo-France publie une typologie des climats de la France métropolitaine dans laquelle la commune est exposée à un climat océanique et est dans la région climatique  Nord-est du bassin Parisien, caractérisée par un ensoleillement médiocre, une pluviométrie moyenne régulièrement répartie au cours de l'année et un hiver froid (3 °C). 
Pour la période 1971-2000, la température annuelle moyenne est de 10,5 °C, avec une amplitude thermique annuelle de 14,1 °C. Le cumul annuel moyen de précipitations est de 707 mm, avec 12 jours de précipitations en janvier et 9,2 jours en juillet. Pour la période 1991-2020, la température moyenne annuelle observée sur la station météorologique la plus proche, située sur la commune de Lesquin à 17 km à vol d'oiseau, est de 11,3 °C et le cumul annuel moyen de précipitations est de 740,0 mm,. Pour l'avenir, les paramètres climatiques de la commune estimés pour 2050 selon différents scénarios d'émission de gaz à effet de serre sont consultables sur un site dédié publié par Météo-France en novembre 2022.

## Urbanisme

### Typologie
Au 1er janvier 2024, Marquillies est catégorisée ceinture urbaine, selon la nouvelle grille communale de densité à sept niveaux définie par l'Insee en 2022.
Elle appartient à l'unité urbaine de Marquillies, une agglomération intra-départementale regroupant trois  communes, dont elle est ville-centre,,. Par ailleurs la commune fait partie de l'aire d'attraction de Lille (partie française), dont elle est une commune de la couronne,. Cette aire, qui regroupe 201 communes, est catégorisée dans les aires de 700 000 habitants ou plus (hors Paris),.

### Occupation des sols
L'occupation des sols de la commune, telle qu'elle ressort de la base de données européenne d'occupation biophysique des sols Corine Land Cover (CLC), est marquée par l'importance des territoires agricoles (83,7 % en 2018), en diminution par rapport à 1990 (86,5 %). La répartition détaillée en 2018 est la suivante : 
terres arables (80 %), zones urbanisées (11 %), zones industrielles ou commerciales et réseaux de communication (4,4 %), zones agricoles hétérogènes (3,7 %), forêts (0,9 %). L'évolution de l'occupation des sols de la commune et de ses infrastructures peut être observée sur les différentes représentations cartographiques du territoire : la carte de Cassini (XVIIIe siècle), la carte d'état-major (1820-1866) et les cartes ou photos aériennes de l'IGN pour la période actuelle (1950 à aujourd'hui).

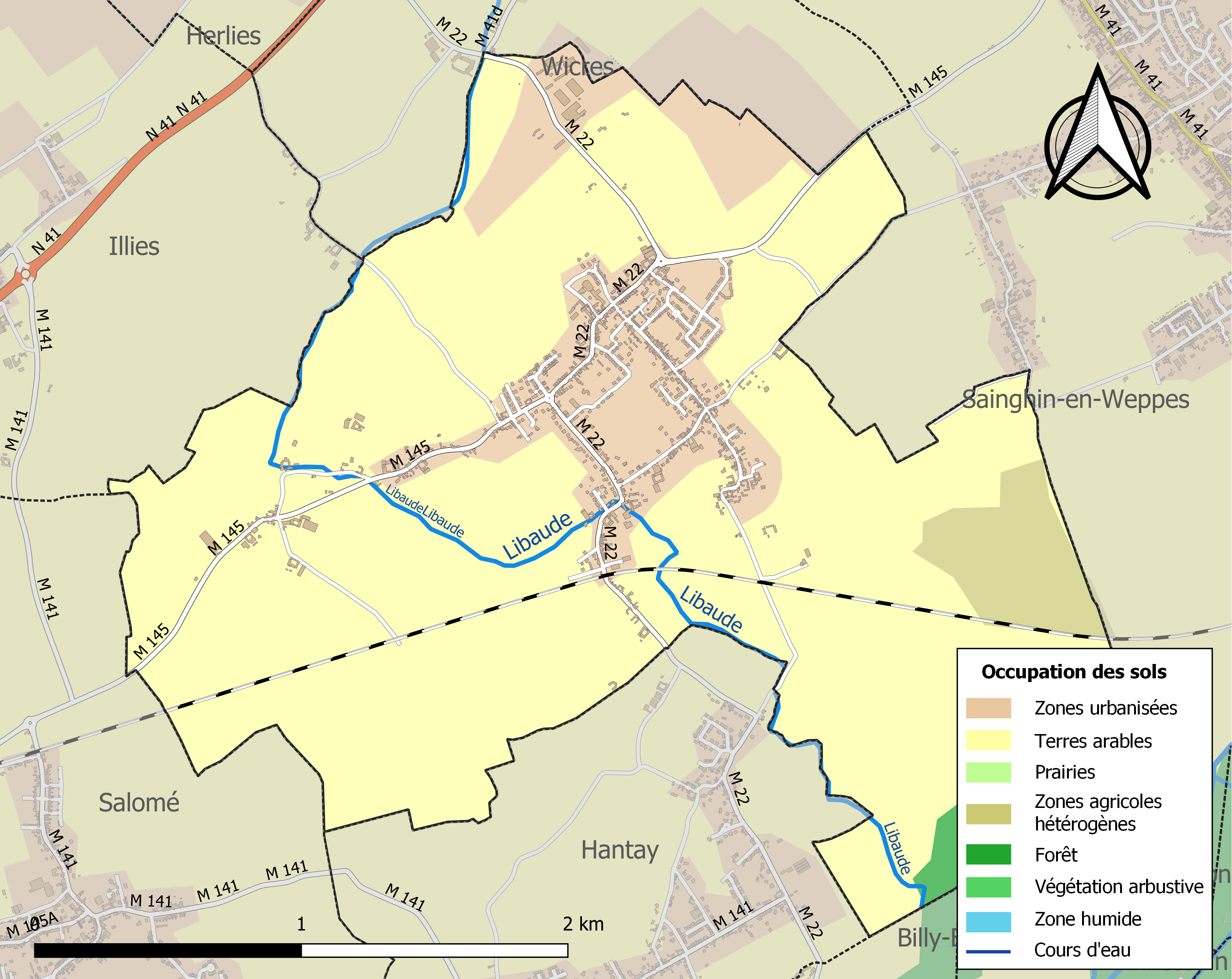
Carte des infrastructures et de l'occupation des sols de la commune en 2018 (CLC).

### Voies de communication et transports
La gare de Marquillies est desservie par des trains TER Hauts-de-France assurant des missions entre les gares de Lille-Flandres et de Béthune ou de Saint-Pol-sur-Ternoise.
La commune est desservie, en 2023, par les lignes 61, 917, 928, 929, 930, 932 et par les lignes de transport à la demande 22R et 61R du réseau Ilévia.

## Histoire
Le site est couvert par les bois et les marais durant l'Antiquité. Les légions romaines qui se dirigent vers la Gaule belge et l'Angleterre y passent. Vers 370, les armées d'Attila s'arrêtent et campent à cet emplacement. Les deux hameaux d'Illies, Grand-hus et Petit-Hus, sont peut-être deux anciens encampements de son armée.
En 1635, Jacques Anselme Adournes ou Adornes, seigneur de Marquillies, fils de Georges Lambert Adornes et de Jehanne de Hennin, possède un fief dit Peenhof à Craywick, dans la châtellenie de Bourbourg. Lui succède dans ce fief en 1662, Geneviève Adournes, dame de Marquillies (les hommes sont seigneurs de, les femmes dame de), Marcq, Nieuwliet, Nieuwenhove. Elle épouse Michel François de Wignacourt, comte de Flêtre. Le fief se transmet ensuite aux descendants des Wignacourt, comtes de Flêtre.
Au début de la Première Guerre mondiale, au début du mois d'octobre 1914, des troupes françaises stationnent sur Marquillies de même que sur les communes voisines. Elles ne pourront empêcher la prise de Lille par les Allemands le 12 octobre et l'occupation allemande.

## Héraldique
|  | Les armes de Marquillies se blasonnent ainsi : "D'argent à la fasce d'azur." |

## Politique et administration

### Liste des maires
Maire en 1802-1803 : Aug. Jos. Buisine.

Maire en 1807 : Chombart.
| Période                                  | Période       | Identité          | Étiquette | Qualité |
| ---------------------------------------- | ------------- | ----------------- | --------- | --- |
| Les données manquantes sont à compléter. |               |                   |           | |
| 1870                                     | 1908          | Alexandre Coget   |           | Fabricant de sucre Conseiller général                                                                                  |
| 1908                                     | 1920          | Gustave Barrois   |           | |
| 1920                                     | 1929          | Henri Delemer     |           | |
| 1929                                     | 1947          | Max Barrois       |           | |
| 1947                                     | 1953          | Léon Dhennin      |           | |
| 1953                                     | 1959          | Albert Wexsteen   |           | |
| 1959                                     | mars 1965     | Prosper Leprovost |           | |
| mars 1965                                | mars 1977     | François Flouquet |           | |
| mars 1977                                | juin 1995     | Rémi Fénart       |           | Maire honoraire |
| juin 1995                                | novembre 2017 | Éric Bocquet      | PCF       | Professeur d'anglais en lycée Sénateur du Nord (2011 → 2024) Démissionnaire après sa réélection comme sénateur         |
| novembre 2017                            | février 2025  | Dominique Dhennin | DVG       | Retraité Réélu pour le mandat 2020-2026                                                                                |
| février 2025                             | En cours      | Éric Bocquet      | PCF       | Professeur d'anglais en lycée Ancien sénateur du Nord (2011 → 2024) Élu à la suite d'une élection municipale partielle |

### Tendances
À l'élection présidentielle française de 2012, le premier tour a vu arriver en tête Nicolas Sarkozy avec 28 % (soit 355 voix), suivi de Marine Le Pen avec 22,32 % (soit 283 voix), suivie de François Hollande avec 20,82 % (soit 264 voix), puis de Jean-Luc Mélenchon avec 14,75 % (soit 187 voix) et enfin de François Bayrou avec 7,81 % (soit 99 voix), aucun autre candidat ne dépasse le seuil des 5 %.
Au second tour, les électeurs ont voté à 53,37 %, soit 626 voix, pour Nicolas Sarkozy contre 46,63 %, soit 547 voix, pour François Hollande, résultat relativement proche de l'inverse de celui de la moyenne nationale qui fut, au second tour, de 51,67 % pour François Hollande et 48,33 % pour Nicolas Sarkozy. Pour cette élection présidentielle, le taux de participation a été très élevé. Le nombre d'inscrits sur les listes électorales marquilloises étaient alors de 1 521. 83,04 %, soit 1 263 électeurs, ont participé aux votes, le taux d'abstention fut de 16,96 %, soit 258 électeurs. 5,92 %, soit 90 électeurs, ont effectué un vote blanc ou nul et enfin 1 173 suffrages, soit 77,12 %, ont été exprimés.
Les élections municipales de Marquillies 2014 marquent une nouvelle période politique pour le village. Après 19 ans sans opposition pour la liste PCF unique majoritaire conduite par Eric Bocquet, deux autres listes se déclarent : la première liste, Vivons notre Village, sans étiquette (DVG), conduite par François Hallaf; la dernière liste, Marquillies Autrement, conduite par Didier Damide (DVD).
Aux élections européennes du 28 mai 2019 sont arrivés en tête :
- Jordan Bardella (RN) : 184 voix / 21.7%
- Nathalie Loiseau (LREM / modem) : 169 voix / 20.0%
- Yannick Jadot (EELR) : 130 voix / 16.4%
- François-Xavier Bellamy (LR) : 62 voix / 7.32%
- Raphaël Glucksmann (PS) : 58 voix / 6.85%
- Ian Brossat (PC) : 55 voix / 6.49%

Aucune autre liste n'a dépassé les 5%.
Les élections municipales de Marquillies 2020 confirment la présence d'une opposition dans le village avec 2 listes présentées :  Marquillies Autrement 2020, conduite par Didier Damide, et Agir Ensemble pour Marquillies, conduite par Dominique Dhennin.

### Administration municipale
Au terme des élections du 23 mars 2014, les résultats sont :
- Vivons notre Village : 253 voix / 22.96 % (2 conseillers)
- Agir Ensemble: 619 voix / 56.16 % (15 conseillers)
- Marquillies Autrement: 230 voix / 20.87 % (2 conseillers)

Eric Bocquet est réélu maire pour la quatrième fois Maire de Marquillies. Il occupe en parallèle la fonction de conseiller communautaire à Lille Métropole, et sénateur du Nord depuis 2011.
Compte tenu de son poste de sénateur et dans le cadre de la loi de non cumul des mandats, Éric Bocquet renonce en 2017 à son poste de maire au profit de Dominique Dhennin (élu par 13 voix sur 19).
Le 15 mars 2020, deux listes se sont présentées et les résultats sont :
- Agir Ensemble pour Marquillies : 465 voix / 59.76% (15 conseillers + un conseiller communautaire)
- Marquillies Autrement 2020 : 313 voix / 40.23% (4 conseillers)

Dominique Dhennin conserve son poste de maire et Éric Bocquet est reconduit dans sa fonction de délégué communautaire au sein de la MEL.

### Instances judiciaires et administratives
La commune relève du tribunal d'instance de Lille, du tribunal de grande instance de Lille, de la cour d'appel de Douai, du tribunal pour enfants de Lille, du tribunal de commerce de Tourcoing, du tribunal administratif de Lille et de la cour administrative d'appel de Douai.

## Population et vie sociale

### Démographie

#### Évolution démographique
L'évolution du nombre d'habitants est connue à travers les recensements de la population effectués dans la commune depuis 1793. Pour les communes de moins de 10 000 habitants, une enquête de recensement portant sur toute la population est réalisée tous les cinq ans, les populations de référence des années intermédiaires étant quant à elles estimées par interpolation ou extrapolation. Pour la commune, le premier recensement exhaustif entrant dans le cadre du nouveau dispositif a été réalisé en 2008.

En 2022, la commune comptait 1 971 habitants, en évolution de −0,76 % par rapport à 2016 (Nord : +0,51 %, France hors Mayotte : +2,11 %).
| 1793  | 1800 | 1806  | 1821  | 1831  | 1836  | 1841  | 1846  | 1851  |
| ----- | ---- | ----- | ----- | ----- | ----- | ----- | ----- | ----- |
| 1 022 | 998  | 1 045 | 1 057 | 1 051 | 1 135 | 1 149 | 1 097 | 1 127 |

| 1856  | 1861  | 1866  | 1872  | 1876  | 1881  | 1886  | 1891  | 1896  |
| ----- | ----- | ----- | ----- | ----- | ----- | ----- | ----- | ----- |
| 1 099 | 1 129 | 1 143 | 1 185 | 1 193 | 1 227 | 1 174 | 1 188 | 1 209 |

| 1901  | 1906  | 1911  | 1921  | 1926  | 1931  | 1936  | 1946  | 1954  |
| ----- | ----- | ----- | ----- | ----- | ----- | ----- | ----- | ----- |
| 1 237 | 1 260 | 1 296 | 1 311 | 1 216 | 1 192 | 1 216 | 1 228 | 1 250 |

| 1962  | 1968  | 1975  | 1982  | 1990  | 1999  | 2006  | 2008  | 2013  |
| ----- | ----- | ----- | ----- | ----- | ----- | ----- | ----- | ----- |
| 1 249 | 1 302 | 1 297 | 1 392 | 1 445 | 1 602 | 1 752 | 1 796 | 1 989 |

| 2018  | 2022  | - | - | - | - | - | - | - |
| ----- | ----- | - | - | - | - | - | - | - |
| 2 008 | 1 971 | - | - | - | - | - | - | - |

#### Pyramide des âges
La population de la commune est relativement jeune.
En 2018, le taux de personnes d'un âge inférieur à 30 ans s'élève à 35,5 %, soit en dessous de la moyenne départementale (39,5 %). À l'inverse, le taux de personnes d'âge supérieur à 60 ans est de 21,1 % la même année, alors qu'il est de 22,5 % au niveau départemental.
En 2018, la commune comptait 972 hommes pour 1 036 femmes, soit un taux de 51,59 % de femmes, légèrement inférieur au taux départemental (51,77 %).
Les pyramides des âges de la commune et du département s'établissent comme suit.
| Hommes | Classe d’âge | Femmes |
| ------ | ------------ | ------ |
| 0,6    | 90 ou +      | 2,5    |
| 2,7    | 75-89 ans    | 7,5    |
| 14,7   | 60-74 ans    | 14,0   |
| 22,2   | 45-59 ans    | 20,5   |
| 22,3   | 30-44 ans    | 21,7   |
| 15,6   | 15-29 ans    | 14,3   |
| 21,8   | 0-14 ans     | 19,5   |

| Hommes | Classe d’âge | Femmes |
| ------ | ------------ | ------ |
| 0,5    | 90 ou +      | 1,4    |
| 5,3    | 75-89 ans    | 8,1    |
| 14,8   | 60-74 ans    | 16,2   |
| 19,1   | 45-59 ans    | 18,4   |
| 19,5   | 30-44 ans    | 18,7   |
| 20,7   | 15-29 ans    | 19,1   |
| 20,2   | 0-14 ans     | 18     |

## Lieux et monuments
- La Bergerie, en laquelle existe un musée de l'attelage.
- Le Bien Aller: Domaine de chasse privé de 500 hectares au relief varié (étangs, coteaux, buttes) et aux faune (canards, faisans, lapins) et flore abondantes. Le paysage, déjà naturellement bien doté, fut aussi façonné, sur plusieurs décennies, par les rejets de l'ancienne usine sucrière Béghin-Say qui exploitait des betteraves et ayant fermé en 1985. Il jouit d'une bonne notoriété dans le milieu de la chasse régionale[36].
- Le château Coget.
- La cloche patriotique.
- L'école maternelle et primaire Jacques Prévert.
- La ferme-modèle Barrois-Brame.
- Le "foyer de vie" des Papillons Blancs où peuvent loger une cinquantaine de personnes, actif depuis le 14 février 2011.

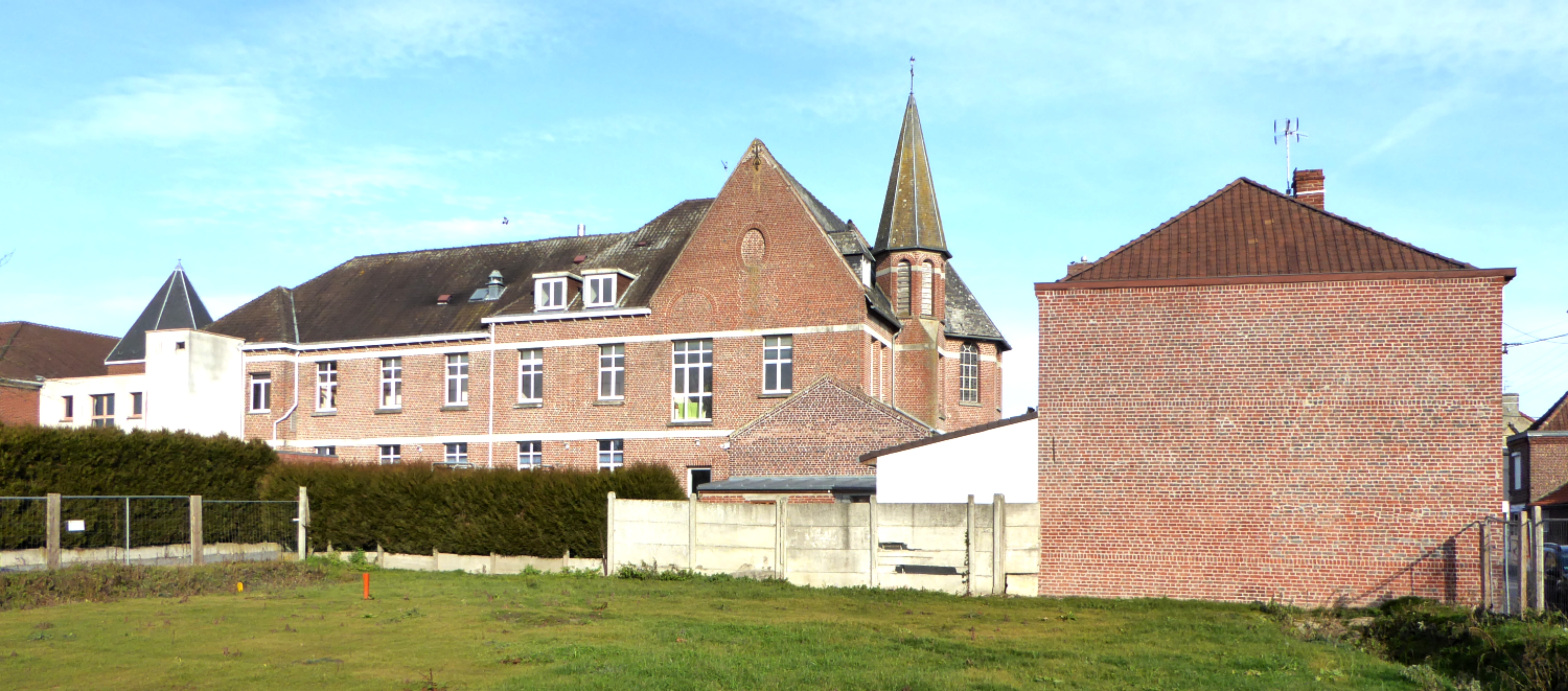
Vue panoramique de l'E.H.P.A.D. Sainte-Geneviève

- La ferme des Mottes

- La maison de retraite Sainte-Geneviève. Jusque dans le milieu des années 1980, l'hospice était tenu par les sœurs de la congrégation des Filles de l'Enfant-Jésus. La maison de retraite actuelle est installée en cet ancien hospice mais aussi dans les nombreuses extensions construites depuis lors.
- Les salles municipales Castel et Mandela.

## Gallery

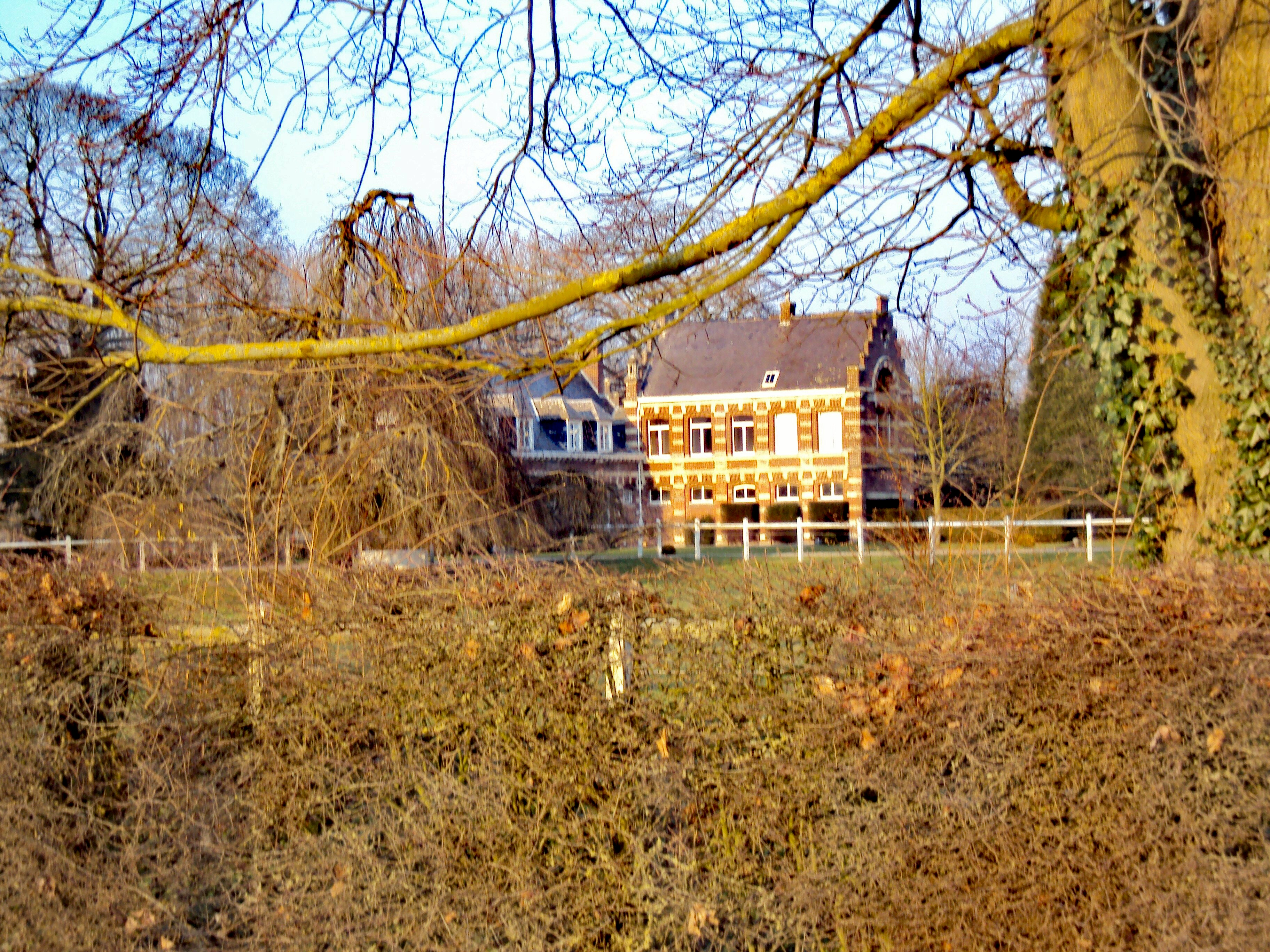
Le château Coget.
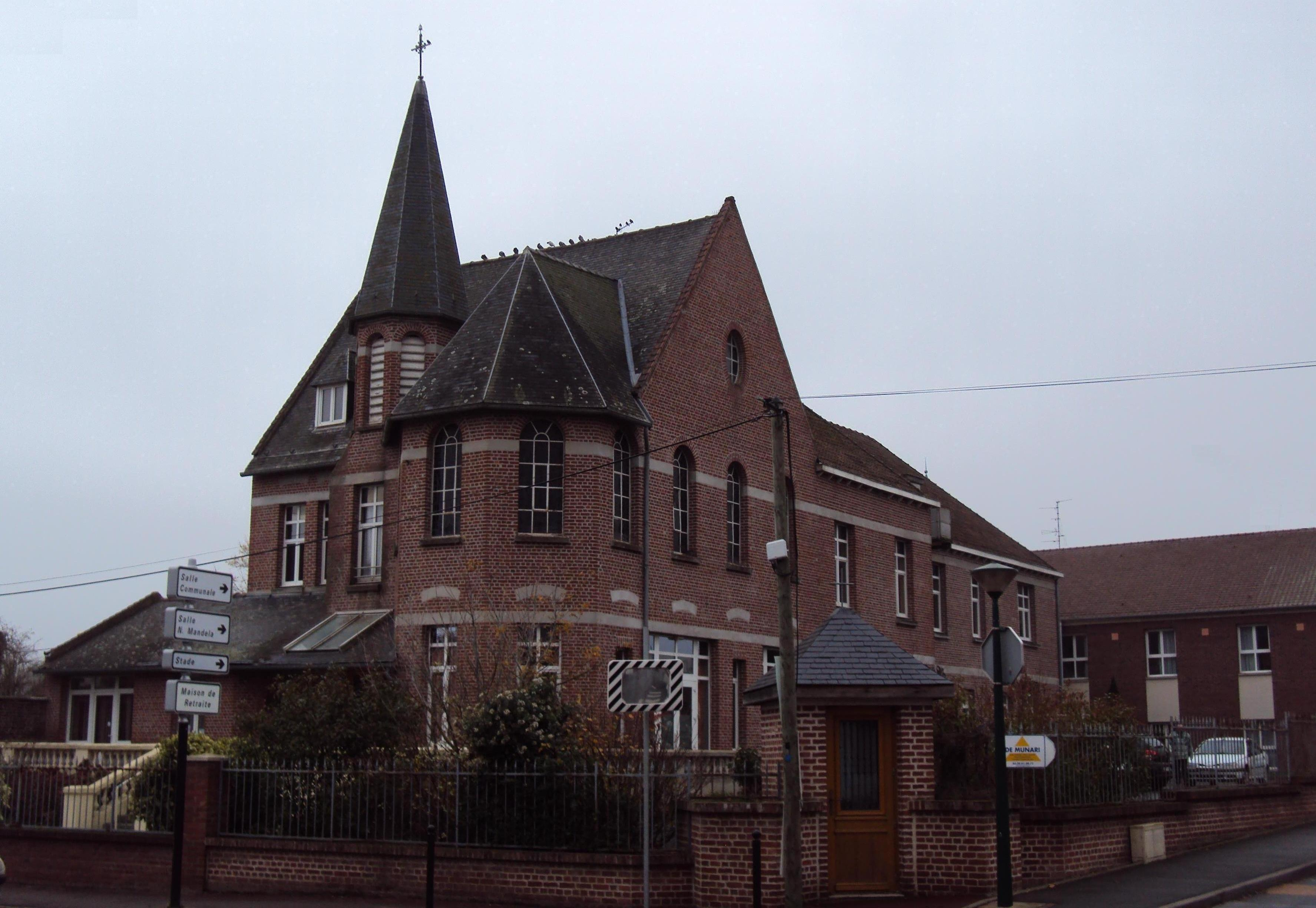
Hospice des Filles de l'Enfant-Jésus.
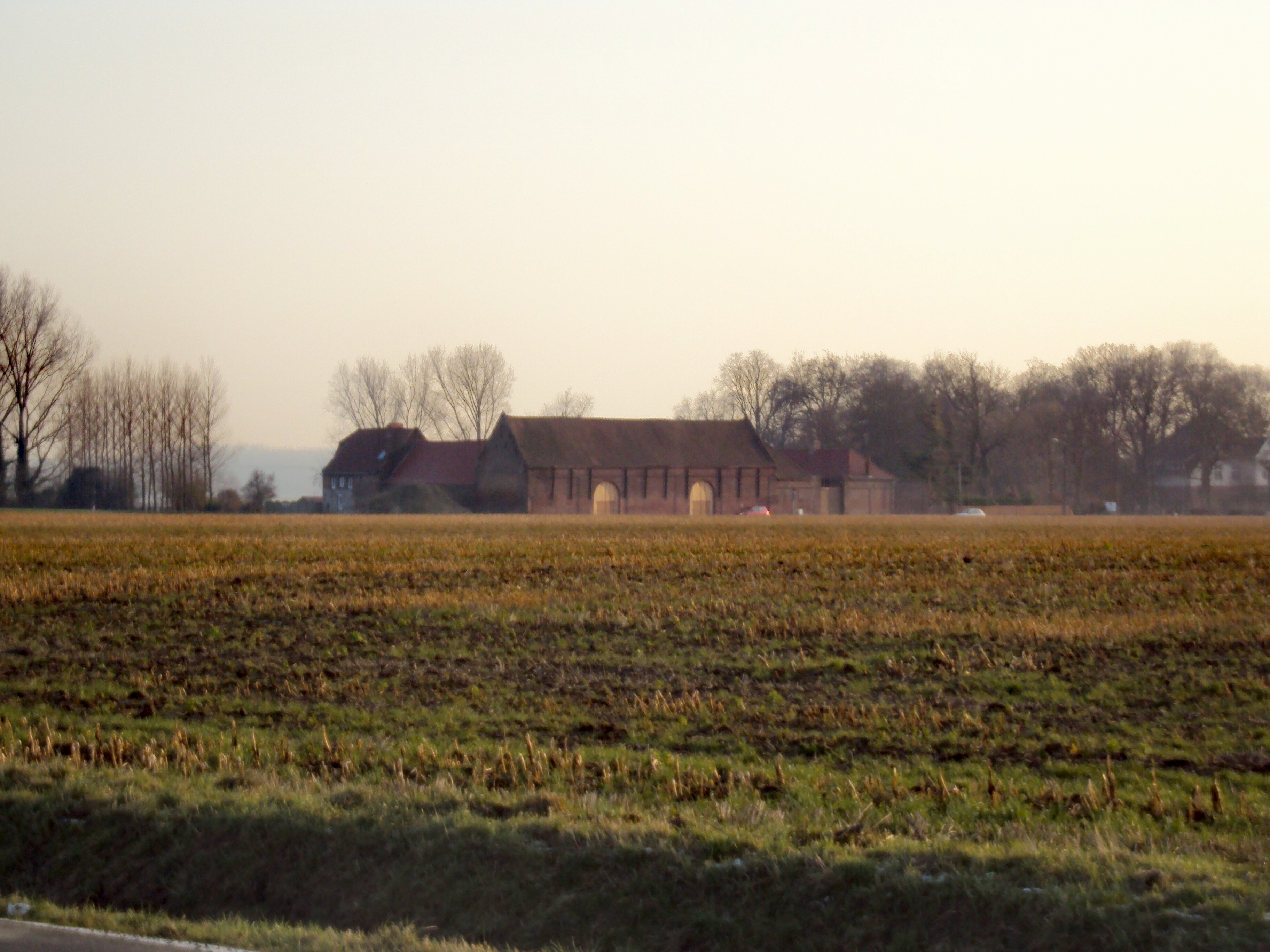
La Bergerie.
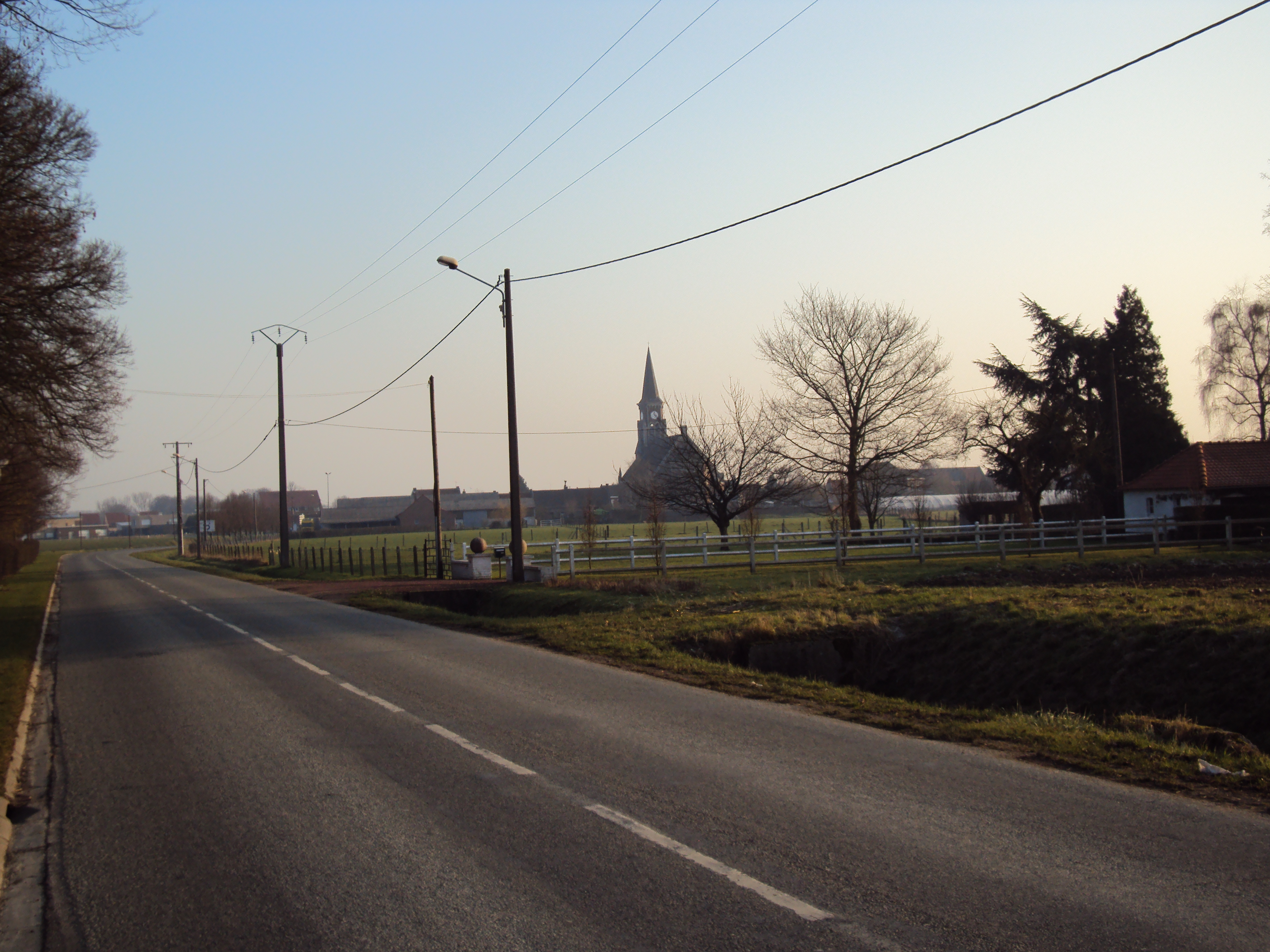
Marquillies, vu du Nord.
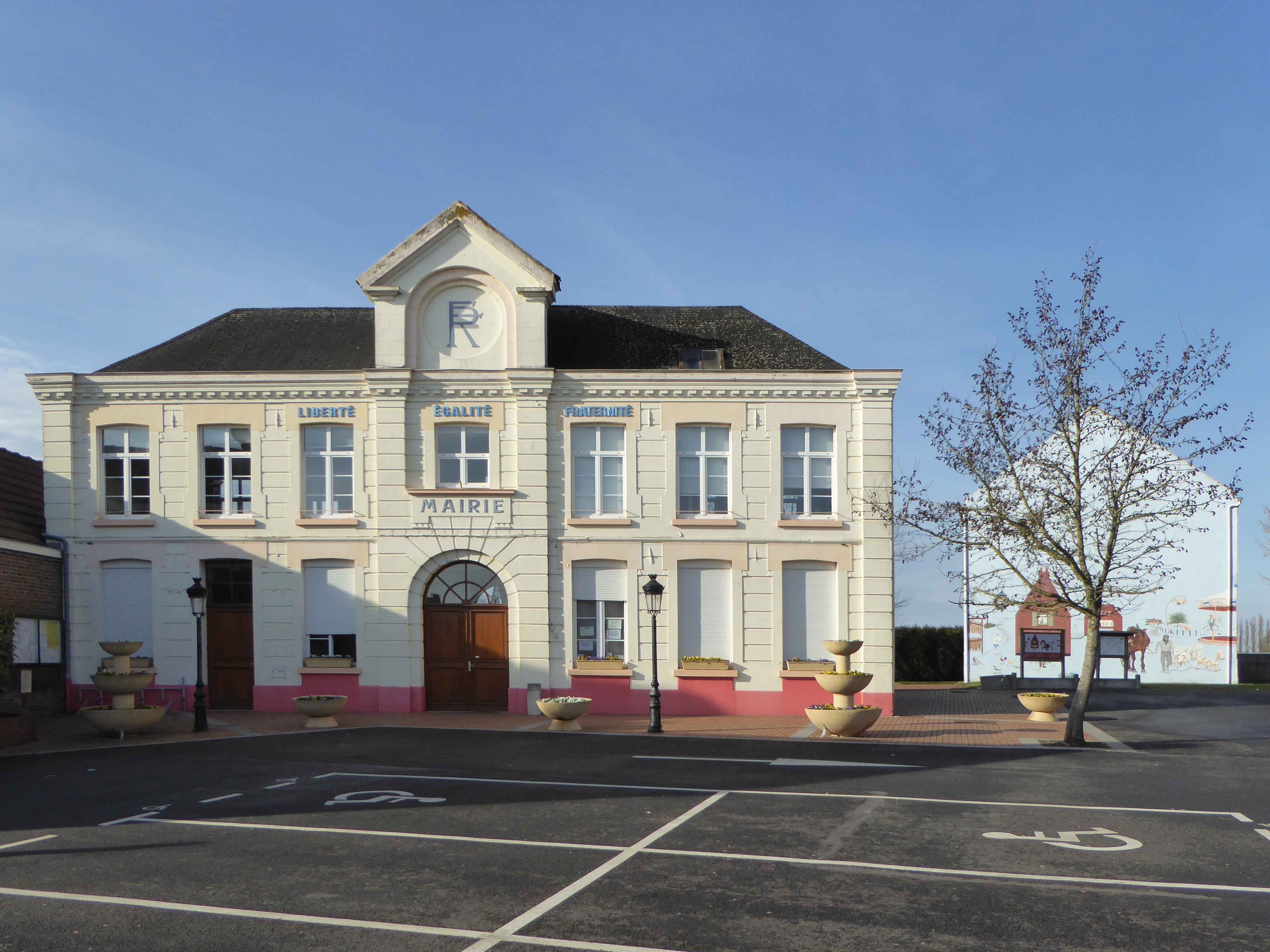
Marquillies, la mairie

## Cultes

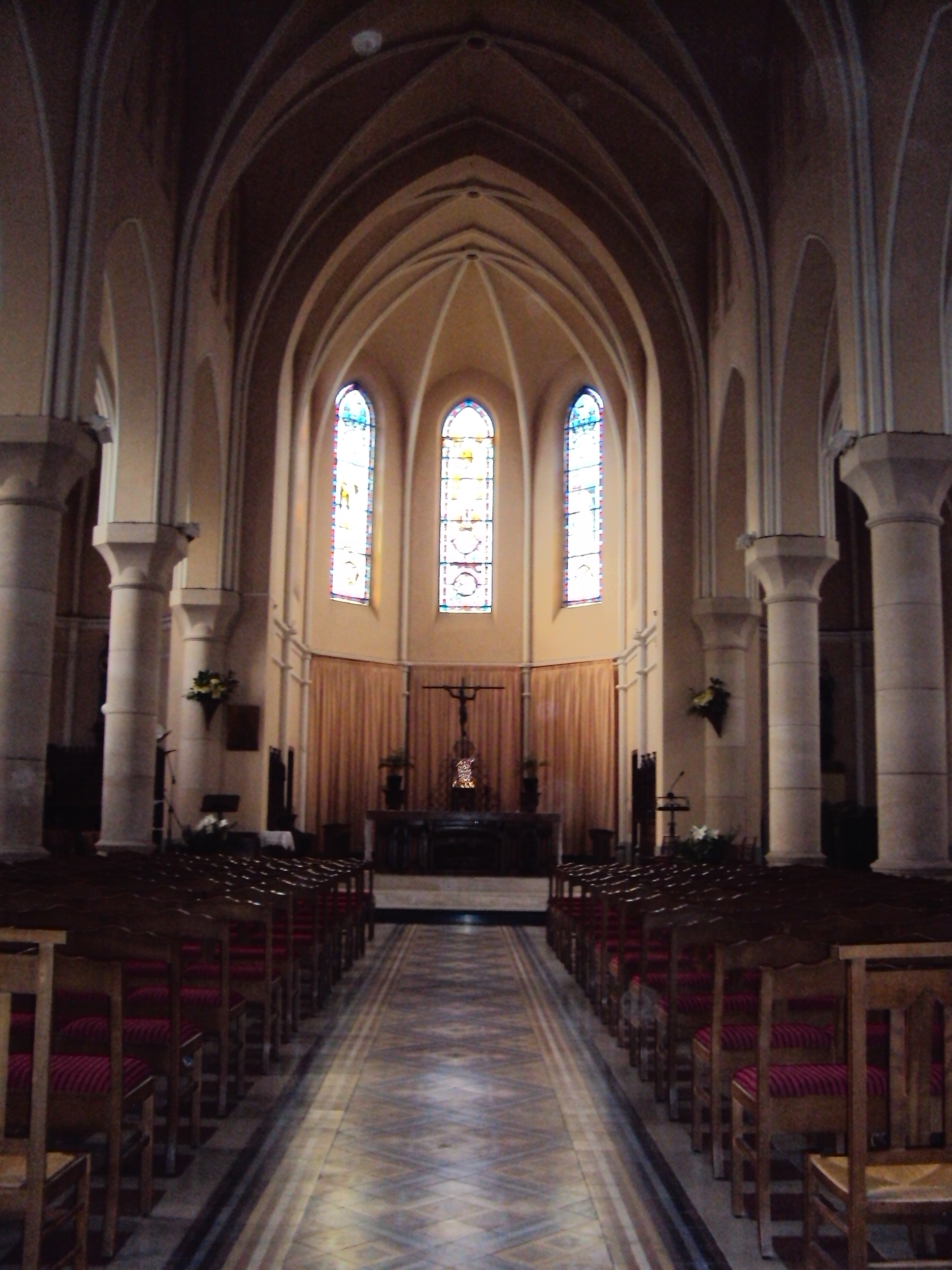
Nef de l'église Sainte-Geneviève.

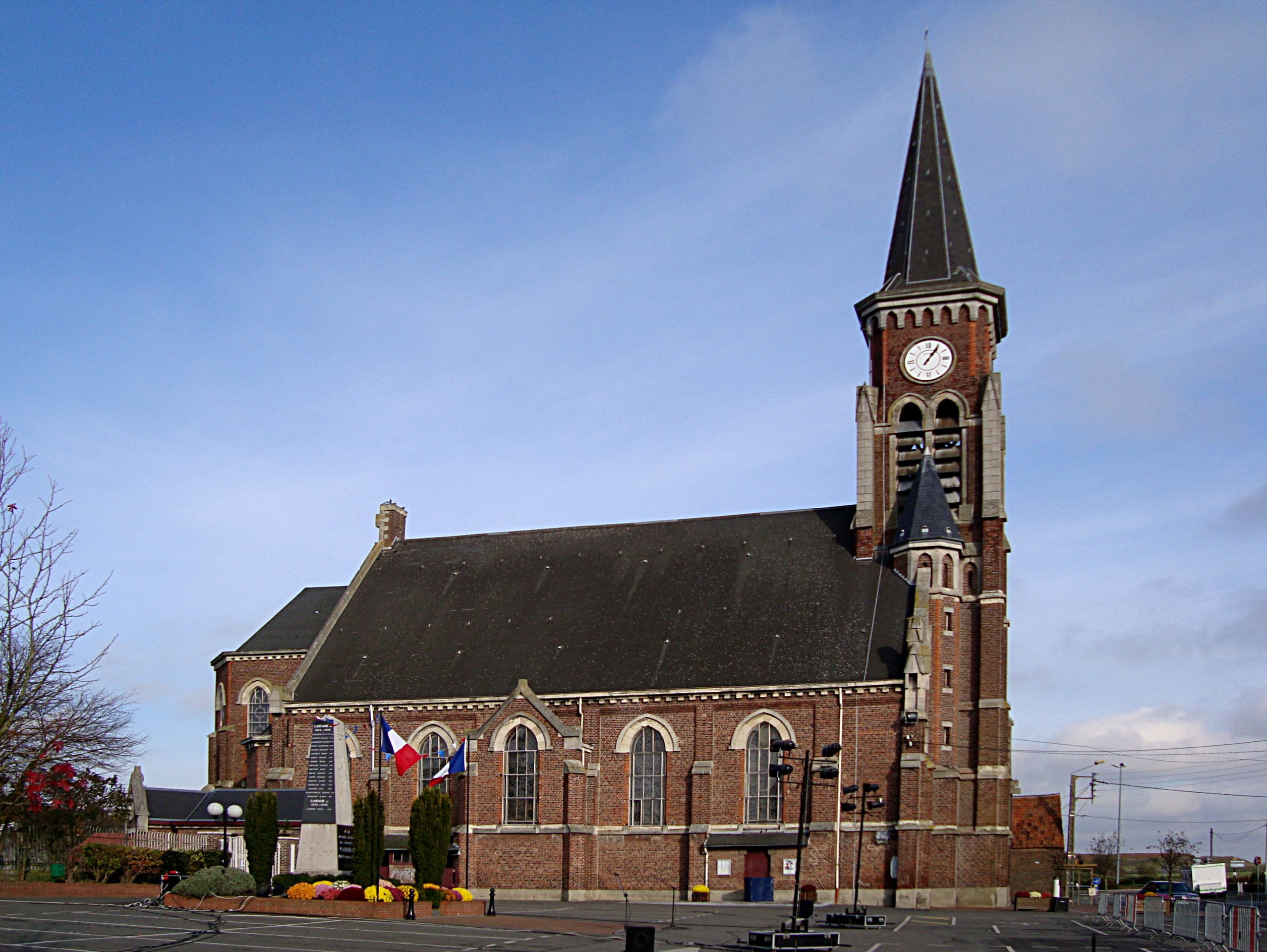
L'église Sainte-Geneviève.

- L'église Sainte-Geneviève. Une chapelle Saint-Nicolas existait déjà vers 1650 et elle disposait d'une chapelle secondaire dédiée à sainte Geneviève. Il faudra attendre l'année 1700 pour voir s'ériger une église au vocable éponyme. Détruite pendant la première guerre mondiale, elle sera reconstruite après 1918.
- La commune de Marquillies est intégrée à la paroisse catholique Saint-Paul en Weppes[37] dont font également partie Aubers, Herlies (lieu du presbytère), Illies et Wicres. L'abbé Frédéric Lefèvre en est son curé. La paroisse se trouve sur le doyenné Haubourdin-Weppes, qui fait lui-même partie du Diocèse de Lille.

## Personnalités liées à la commune
- Alain Bocquet (1946-), un homme politique français, député de 1978 à 2017, né à Marquillies.
- Louis Bennett Jr. (1894-1918), pilote et as de l'aviation pendant la Première Guerre mondiale, abattu près de Marquillies.
- Paul Sion (1886-1959), homme politique français.

## Pour approfondir